# Puchar Top Teams w piłce siatkowej mężczyzn (2002/2003)
Puchar Top Teams 2000/2001 – 3. sezon Pucharu Top Teams (31. sezon wliczając Puchar Europy Zdobywców Pucharów) zorganizowany przez Europejską Konfederację Piłki Siatkowej (CEV) w ramach europejskich pucharów dla męskich klubów siatkarskich.
W sezonie 2002/2003 do udziału w Pucharze Top Teams zgłosiły się 44 drużyny z 28 federacji. Rozgrywki składały się z fazy kwalifikacyjnej, fazy grupowej, ćwierćfinałów oraz turnieju finałowego.
Turniej finałowy odbył się w dniach 15-16 marca 2003 roku w Mheenhal w Apeldoorn. W ramach turnieju finałowego odbyły się półfinały, mecz o 3. miejsce i finał.
Puchar Top Teams zdobył klub Piet Zoomers/D Apeldoorn, który w finale pokonał Łokomotyw Charków. Trzecie miejsce zajął VC Omniworld.
W sezonie 2002/2003 Puchar Top Teams był po Lidze Mistrzów pucharem drugiej kategorii w hierarchii europejskich pucharów.

## System rozgrywek
Rozgrywki o Puchar Top Teams w sezonie 2002/2003 składały się z fazy kwalifikacyjnej, fazy grupowej, ćwierćfinałów oraz turnieju finałowego. W rozgrywkach mogły wziąć udział maksymalnie 64 drużyny. Liczba drużyn uczestniczących w fazie kwalifikacyjnej oraz tych bezpośrednio zakwalifikowanych do fazy grupowej zależała od liczby zgłoszonych zespołów. Ostatecznie do rozgrywek zgłosiły się 44 drużyny: 36 trafiło do fazy kwalifikacyjnej, pozostałe bezpośrednio do fazy grupowej.
Losowanie

Losowanie I i II rundy kwalifikacyjnej odbyło się 28 czerwca, fazy grupowej – 29 czerwca 2002 roku, natomiast par ćwierćfinałowych – 25 stycznia 2003 roku w Luksemburgu.
Faza kwalifikacyjna

Faza kwalifikacyjna składała się z dwóch rund. W drodze losowania drużyny podzielone zostały w pary w ramach I rundy kwalifikacyjnej oraz przydzielone do poszczególnych grup II rundy.
W I rundzie w ramach par zespoły rozegrały dwumecze. O awansie decydowała większa liczba wygranych setów, a w przypadku tej samej liczby wygranych setów – liczba zdobytych małych punktów. Jeżeli obie drużyny zdobyły taką samą liczbę małych punktów, o awansie decydował lepszy stosunek małych punktów w wygranym przez dany zespół meczu. Zwycięzcy w parach awansowali do II rundy kwalifikacyjnej.
W II rundzie odbyło się 8 turniejów kwalifikacyjnych. W każdej grupie drużyny rozegrały między sobą po jednym spotkaniu. Zwycięzcy grup uzyskali awans do fazy grupowej, natomiast zespoły z drugich miejsc trafiły do II rundy kwalifikacyjnej Pucharu CEV.
Faza grupowa

W fazie gruowej uczestniczyło 16 drużyn. Od fazy grupowej swój udział w rozgrywkach rozpoczęły zespoły: 
- z federacji, którym przysługiwało miejsce w Lidze Mistrzów, jednak z niego nie skorzystały (tj. z Portugalii i Ukrainy),
- z federacji, z których drużyny odpadły w ćwierćfinale Pucharu Top Teams w poprzednim sezonie (tj. z Niemiec, Słowacji, Węgier oraz druga drużyna z Ukrainy),
- z federacji, z których drużyny osiągnęły najlepszy rezultat spośród wyeliminowanych w fazie grupowej (tj. z Holandii oraz druga drużyna z Portugalii).

Drużyny w drodze losowania podzielone zostały na 4 grupy. W każdej grupie rozegrały między sobą po dwa spotkania systemem kołowym (mecz u siebie i rewanż na wyjeździe). Dwie najlepsze drużyny w poszczególnych grupach awansowały do ćwierćfinałów.
Ćwierćfinały

W ćwierćfinałach w drodze losowania wyłonione zostały pary. Rywalizacja toczyła się na tych samych zasadach co w I rundzie fazy kwalifikacyjnej.
Turniej finałowy

Turniej finałowy składał się z półfinałów, meczu o 3. miejsce i finału. Pary półfinałowe powstały na podstawie drabinki turniejowej wyłonionej w drodze losowania przed ćwierćfinałami. We wszystkich rundach turnieju finałowego o awansie i medalach decydowało jedno spotkanie.
Federacje, z których kluby uczestniczyły w turnieju finałowym, uzyskały prawo zgłoszenia klubu w Lidze Mistrzów w sezonie 2003/2004.

## Drużyny uczestniczące
| Federacja                                                                        | Drużyna                            |
| -------------------------------------------------------------------------------- | ---------------------------------- |
| Albania                                                                          | Studenti Tirana (L1)               |
| Albania                                                                          | Dinamo Tirana (?)                  |
| Austria                                                                          | VT Tiroler Wasserkraft (L2)        |
| Azerbejdżan                                                                      | Metro Baku (L1)                    |
| Białoruś                                                                         | Kamunalnik Grodno (L1)             |
| Białoruś                                                                         | Zapadnyj Bug Brześć (L2)           |
| Bośnia i Hercegowina                                                             | OK Napredak Odžak (L1)             |
| Bośnia i Hercegowina                                                             | OK Kakanj (P1)                     |
| Bułgaria                                                                         | CSKA Royal Foods Sofia (P1)        |
| Chorwacja                                                                        | HAOK Mladost Regent Zagrzeb (L1)   |
| Cypr                                                                             | Nea Salamina Famagusta (L1)        |
| Cypr                                                                             | Dionysos Strumbi (P2)              |
| Czechy                                                                           | VK Jihostroj České Budějovice (L1) |
| Czechy                                                                           | Chance Odolena Voda (L2)           |
| Dania                                                                            | Aalborg HIK (L1)                   |
| Dania                                                                            | Holte IF (P2)                      |
| Estonia                                                                          | ESS Falck Pärnu (L1)               |
| Finlandia                                                                        | Tampereen Isku-Volley (L1)         |
| Gruzja                                                                           | Caucasus School of Business (L1)   |
| Holandia                                                                         | Piet Zoomers/D Apeldoorn (P1)      |
| Jugosławia                                                                       | Vojvodina Novolin Nowy Sad (P2)    |
| Luksemburg                                                                       | Volley Bartreng (L1)               |
| Luksemburg                                                                       | Volley 80 Pétange (P1)             |
| Łotwa                                                                            | Poliurs Ozolnieki (L1)             |
| Macedonia                                                                        | Rabotniczki Fersped Skopje (L1)    |
| Macedonia                                                                        | Shkëndija Tetowo (?)               |
| Mołdawia                                                                         | Speranța Kiszyniów (L1)            |
| Rumunia                                                                          | Petrom Ploeszti (L1)               |
| Rumunia                                                                          | Deltacons Tulcza (P2)              |
| Słowenia                                                                         | Calcit Kamnik (L1)                 |
| Słowenia                                                                         | Salonit Anhovo Kanal (P1)          |
| Szwajcaria                                                                       | Chênois Genève Volleyball (L1)     |
| Szwajcaria                                                                       | Concordia MTV Näfels (P2)          |
| Szwecja                                                                          | Örkelljunga VK (L1)                |
| Szwecja                                                                          | Hylte VBK (P2)                     |
| Węgry                                                                            | Kométa Kaposvár SE (P1)            |
| Legenda: Ln – n miejsce w mistrzostwach kraju Pn – n miejsce w krajowym pucharze |                                    |

| Federacja                                                                        | Drużyna                 |
| -------------------------------------------------------------------------------- | ----------------------- |
| Holandia                                                                         | VC Omniworld (L1)       |
| Niemcy                                                                           | SCC Berlin (L2)         |
| Portugalia                                                                       | Castêlo da Maia GC (L1) |
| Portugalia                                                                       | Esmoriz GC (L2)         |
| Słowacja                                                                         | Matador Púchov (L1)     |
| Ukraina                                                                          | Łokomotyw Charków (L1)  |
| Ukraina                                                                          | Azot Czerkasy (P2)      |
| Węgry                                                                            | Dunaferr SE (L1)        |
| Legenda: Ln – n miejsce w mistrzostwach kraju Pn – n miejsce w krajowym pucharze |                         |

## Rozgrywki
Wszystkie godziny według czasu lokalnego.

### I runda kwalifikacyjna
| Data                                 | Godz. | Drużyna 1        | Wynik | Drużyna 2             | 1     | 2     | 3     | 4     | 5    | Małe punkty | Widzów | *      |
| ------------------------------------ | ----- | ---------------- | ----- | --------------------- | ----- | ----- | ----- | ----- | ---- | ----------- | ------ | ------ |
| 13.10.2002                           | 14:00 | Holte IF         | 1:3   | Salonit Anhovo Kanal  | 29:31 | 16:25 | 25:22 | 19:25 |      |             | 75     | raport |
| 19.10.2002                           | 18:00 | Holte IF         | 0:3   | Salonit Anhovo Kanal  | 17:25 | 17:25 | 21:25 |       |      | 280         | raport |        |
| 13.10.2002                           | 17:00 | Hylte VBK        | 1:3   | Tampereen Isku-Volley | 11:25 | 25:21 | 19:25 | 18:25 |      |             | 180    | raport |
| 19.10.2002                           | 17:00 | Hylte VBK        | 0:3   | Tampereen Isku-Volley | 16:25 | 16:25 | 19:25 |       |      | 200         | raport |        |
| 12.10.2002                           | 19:30 | Calcit Kamnik    | 3:0   | OK Kakanj             | 25:19 | 25:23 | 25:20 |       |      |             | 300    | raport |
| 20.10.2002                           | 15:00 | Calcit Kamnik    | 3:0   | OK Kakanj             | 25:16 | 25:16 | 25:22 |       |      | 800         | raport |        |
| 13.10.2002                           | 18:00 | Shkëndija Tetowo | 2:3   | Zapadnyj Bug Brześć   | 25:22 | 13:25 | 25:21 | 22:25 | 9:15 |             | 800    | raport |
| 20.10.2002                           | 17:00 | Shkëndija Tetowo | 0:3   | Zapadnyj Bug Brześć   | 9:25  | 25:27 | 16:25 |       |      | 550         | raport |        |
| Po lewej gospodarz pierwszego meczu. |       |                  |       |                       |       |       |       |       |      |             |        |        |

### II runda kwalifikacyjna
awans do fazy grupowej
     udział w II rundzie kwalifikacyjnej Pucharu CEV

#### Turniej 1
Miejsce:  Innsbruck
Tabela
| Lp. | Drużyna                     | Pkt | Mecze | Mecze | Mecze | Sety | Sety | Sety  | Małe punkty | Małe punkty | Małe punkty |
| Lp. | Drużyna                     | Pkt | M     | W     | P     | wyg. | prz. | ratio | zdob.       | str.        | ratio       |
| --- | --------------------------- | --- | ----- | ----- | ----- | ---- | ---- | ----- | ----------- | ----------- | ----------- |
| 1   | VT Tiroler Wasserkraft      | 6   | 3     | 3     | 0     | 9    | 2    | 4.500 | 264         | 191         | 1.382       |
| 2   | Tampereen Isku-Volley       | 5   | 3     | 2     | 1     | 6    | 4    | 1.500 | 229         | 210         | 1.090       |
| 3   | HAOK Mladost Regent Zagrzeb | 4   | 3     | 1     | 2     | 6    | 6    | 1.000 | 249         | 250         | 0.996       |
| 4   | Volley Bartreng             | 3   | 3     | 0     | 3     | 0    | 9    | 0.000 | 134         | 225         | 0.596       |

Źródło: CEV (ang.)
Zasady ustalania kolejności: 1. liczba zdobytych punktów; 2. wyższy stosunek setów; 3. wyższy stosunek małych punktów.
Punktacja: zwycięstwo – 2 pkt; porażka – 1 pkt
Wyniki
| Data       | Godz. | Drużyna 1                   | Wynik | Drużyna 2                   | 1     | 2     | 3     | 4     | 5    | Widzów | *      |
| ---------- | ----- | --------------------------- | ----- | --------------------------- | ----- | ----- | ----- | ----- | ---- | ------ | ------ |
| 08.11.2002 | 17:00 | Volley Bartreng             | 0:3   | HAOK Mladost Regent Zagrzeb | 13:25 | 10:25 | 14:25 |       |      | 175    | raport |
| 08.11.2002 | 19:00 | Tampereen Isku-Volley       | 0:3   | VT Tiroler Wasserkraft      | 17:25 | 17:25 | 21:25 |       |      | 700    | raport |
| 09.11.2002 | 17:00 | Volley Bartreng             | 0:3   | Tampereen Isku-Volley       | 17:25 | 20:25 | 16:25 |       |      | 350    | raport |
| 09.11.2002 | 19:00 | VT Tiroler Wasserkraft      | 3:2   | HAOK Mladost Regent Zagrzeb | 24:26 | 25:17 | 25:27 | 25:13 | 15:9 | 1300   | raport |
| 10.11.2002 | 15:00 | VT Tiroler Wasserkraft      | 3:0   | Volley Bartreng             | 25:12 | 25:13 | 25:19 |       |      | 950    | raport |
| 10.11.2002 | 17:00 | HAOK Mladost Regent Zagrzeb | 1:3   | Tampereen Isku-Volley       | 18:25 | 19:25 | 26:24 | 19:25 |      | 600    | raport |

#### Turniej 2
Miejsce:  Näfels
Tabela
| Lp. | Drużyna              | Pkt | Mecze | Mecze | Mecze | Sety | Sety | Sety  | Małe punkty | Małe punkty | Małe punkty |
| Lp. | Drużyna              | Pkt | M     | W     | P     | wyg. | prz. | ratio | zdob.       | str.        | ratio       |
| --- | -------------------- | --- | ----- | ----- | ----- | ---- | ---- | ----- | ----------- | ----------- | ----------- |
| 1   | Chance Odolena Voda  | 6   | 3     | 3     | 0     | 9    | 3    | 3.000 | 284         | 233         | 1.219       |
| 2   | Salonit Anhovo Kanal | 5   | 3     | 2     | 1     | 7    | 5    | 1.400 | 287         | 266         | 1.079       |
| 3   | Concordia MTV Näfels | 4   | 3     | 1     | 2     | 6    | 6    | 1.000 | 272         | 265         | 1.026       |
| 4   | Studenti Tirana      | 3   | 3     | 0     | 3     | 1    | 9    | 0.111 | 169         | 248         | 0.681       |

Źródło: CEV (ang.)
Zasady ustalania kolejności: 1. liczba zdobytych punktów; 2. wyższy stosunek setów; 3. wyższy stosunek małych punktów.
Punktacja: zwycięstwo – 2 pkt; porażka – 1 pkt
Wyniki
| Data       | Godz. | Drużyna 1            | Wynik | Drużyna 2            | 1     | 2     | 3     | 4     | 5     | Widzów | *      |
| ---------- | ----- | -------------------- | ----- | -------------------- | ----- | ----- | ----- | ----- | ----- | ------ | ------ |
| 08.11.2002 | 18:00 | Chance Odolena Voda  | 3:1   | Salonit Anhovo Kanal | 27:25 | 25:17 | 26:28 | 25:18 |       | 250    | raport |
| 08.11.2002 | 20:30 | Concordia MTV Näfels | 3:0   | Studenti Tirana      | 25:19 | 25:22 | 25:17 |       |       | 500    | raport |
| 09.11.2002 | 17:00 | Studenti Tirana      | 1:3   | Salonit Anhovo Kanal | 15:25 | 25:23 | 14:25 | 15:25 |       | 250    | raport |
| 09.11.2002 | 20:00 | Concordia MTV Näfels | 2:3   | Chance Odolena Voda  | 25:19 | 19:25 | 25:22 | 21:25 | 13:15 | 1050   | raport |
| 10.11.2002 | 14:00 | Chance Odolena Voda  | 3:0   | Studenti Tirana      | 25:15 | 25:12 | 25:15 |       |       | 220    | raport |
| 10.11.2002 | 16:30 | Salonit Anhovo Kanal | 3:1   | Concordia MTV Näfels | 23:25 | 25:23 | 28:26 | 25:20 |       | 800    | raport |

#### Turniej 3
Miejsce:  Apeldoorn
Tabela
| Lp. | Drużyna                       | Pkt | Mecze | Mecze | Mecze | Sety | Sety | Sety  | Małe punkty | Małe punkty | Małe punkty |
| Lp. | Drużyna                       | Pkt | M     | W     | P     | wyg. | prz. | ratio | zdob.       | str.        | ratio       |
| --- | ----------------------------- | --- | ----- | ----- | ----- | ---- | ---- | ----- | ----------- | ----------- | ----------- |
| 1   | Piet Zoomers/D Apeldoorn      | 6   | 3     | 3     | 0     | 9    | 2    | 4.500 | 258         | 188         | 1.372       |
| 2   | VK Jihostroj České Budějovice | 5   | 3     | 2     | 1     | 8    | 4    | 2.000 | 274         | 240         | 1.142       |
| 3   | Örkelljunga VK                | 4   | 3     | 1     | 2     | 4    | 6    | 0.667 | 193         | 237         | 0.814       |
| 4   | Nea Salamina Famagusta        | 3   | 3     | 0     | 3     | 0    | 9    | 0.000 | 165         | 225         | 0.733       |

Źródło: CEV (ang.)
Zasady ustalania kolejności: 1. liczba zdobytych punktów; 2. wyższy stosunek setów; 3. wyższy stosunek małych punktów.
Punktacja: zwycięstwo – 2 pkt; porażka – 1 pkt
Wyniki
| Data       | Godz. | Drużyna 1                     | Wynik | Drużyna 2                     | 1     | 2     | 3     | 4     | 5     | Widzów | *      |
| ---------- | ----- | ----------------------------- | ----- | ----------------------------- | ----- | ----- | ----- | ----- | ----- | ------ | ------ |
| 08.11.2002 | 17:30 | VK Jihostroj České Budějovice | 3:1   | Örkelljunga VK                | 25:17 | 23:25 | 25:13 | 25:14 |       | 150    | raport |
| 08.11.2002 | 19:30 | Nea Salamina Famagusta        | 0:3   | Piet Zoomers/D Apeldoorn      | 16:25 | 13:25 | 9:25  |       |       | 500    | raport |
| 09.11.2002 | 17:30 | VK Jihostroj České Budějovice | 3:0   | Nea Salamina Famagusta        | 25:19 | 25:23 | 25:21 |       |       | 180    | raport |
| 09.11.2002 | 19:30 | Piet Zoomers/D Apeldoorn      | 3:0   | Örkelljunga VK                | 25:15 | 25:21 | 25:13 |       |       | 750    | raport |
| 10.11.2002 | 14:00 | Örkelljunga VK                | 3:0   | Nea Salamina Famagusta        | 25:23 | 25:18 | 25:23 |       |       | 325    | raport |
| 10.11.2002 | 16:00 | Piet Zoomers/D Apeldoorn      | 3:2   | VK Jihostroj České Budějovice | 25:21 | 24:26 | 19:25 | 25:17 | 15:12 | 850    | raport |

#### Turniej 4
Miejsce:  Aalborg
Tabela
| Lp. | Drużyna                    | Pkt | Mecze | Mecze | Mecze | Sety | Sety | Sety  | Małe punkty | Małe punkty | Małe punkty |
| Lp. | Drużyna                    | Pkt | M     | W     | P     | wyg. | prz. | ratio | zdob.       | str.        | ratio       |
| --- | -------------------------- | --- | ----- | ----- | ----- | ---- | ---- | ----- | ----------- | ----------- | ----------- |
| 1   | ESS Falck Pärnu            | 6   | 3     | 3     | 0     | 9    | 1    | 9.000 | 242         | 184         | 1.315       |
| 2   | Deltacons Tulcza           | 5   | 3     | 2     | 1     | 7    | 3    | 2.333 | 231         | 215         | 1.074       |
| 3   | Vojvodina Novolin Nowy Sad | 4   | 3     | 1     | 2     | 3    | 6    | 0.500 | 192         | 201         | 0.955       |
| 4   | Aalborg HIK                | 3   | 3     | 0     | 3     | 0    | 9    | 0.000 | 160         | 225         | 0.711       |

Źródło: CEV (ang.)
Zasady ustalania kolejności: 1. liczba zdobytych punktów; 2. wyższy stosunek setów; 3. wyższy stosunek małych punktów.
Punktacja: zwycięstwo – 2 pkt; porażka – 1 pkt
Wyniki
| Data       | Godz. | Drużyna 1                  | Wynik | Drużyna 2                  | 1     | 2     | 3     | 4     | 5 | Widzów | *      |
| ---------- | ----- | -------------------------- | ----- | -------------------------- | ----- | ----- | ----- | ----- | - | ------ | ------ |
| 08.11.2002 | 18:00 | ESS Falck Pärnu            | 3:0   | Vojvodina Novolin Nowy Sad | 25:14 | 25:23 | 25:20 |       |   |        | raport |
| 08.11.2002 | 20:00 | Deltacons Tulcza           | 3:0   | Aalborg HIK                | 25:23 | 25:22 | 25:18 |       |   |        | raport |
| 09.11.2002 | 15:00 | Aalborg HIK                | 0:3   | Vojvodina Novolin Nowy Sad | 12:25 | 21:25 | 18:25 |       |   |        | raport |
| 09.11.2002 | 17:00 | Deltacons Tulcza           | 1:3   | ESS Falck Pärnu            | 25:17 | 21:25 | 18:25 | 17:25 |   |        | raport |
| 10.11.2002 | 15:00 | Aalborg HIK                | 0:3   | ESS Falck Pärnu            | 19:25 | 12:25 | 15:25 |       |   |        | raport |
| 10.11.2002 | 17:00 | Vojvodina Novolin Nowy Sad | 0:3   | Deltacons Tulcza           | 23:25 | 23:25 | 14:25 |       |   |        | raport |

#### Turniej 5
Miejsce:  Pétange
Tabela
| Lp. | Drużyna            | Pkt | Mecze | Mecze | Mecze | Sety | Sety | Sety  | Małe punkty | Małe punkty | Małe punkty |
| Lp. | Drużyna            | Pkt | M     | W     | P     | wyg. | prz. | ratio | zdob.       | str.        | ratio       |
| --- | ------------------ | --- | ----- | ----- | ----- | ---- | ---- | ----- | ----------- | ----------- | ----------- |
| 1   | Calcit Kamnik      | 6   | 3     | 3     | 0     | 9    | 0    | MAX   | 226         | 147         | 1.537       |
| 2   | Kométa Kaposvár SE | 5   | 3     | 2     | 1     | 6    | 3    | 2.000 | 214         | 163         | 1.313       |
| 3   | Volley 80 Pétange  | 4   | 3     | 1     | 2     | 3    | 6    | 0.500 | 167         | 205         | 0.815       |
| 4   | Dionysos Strumbi   | 3   | 3     | 0     | 3     | 0    | 9    | 0.000 | 133         | 225         | 0.591       |

Źródło: CEV (ang.)
Zasady ustalania kolejności: 1. liczba zdobytych punktów; 2. wyższy stosunek setów; 3. wyższy stosunek małych punktów.
Punktacja: zwycięstwo – 2 pkt; porażka – 1 pkt
Wyniki
| Data       | Godz. | Drużyna 1          | Wynik | Drużyna 2          | 1     | 2     | 3     | 4 | 5 | Widzów | *      |
| ---------- | ----- | ------------------ | ----- | ------------------ | ----- | ----- | ----- | - | - | ------ | ------ |
| 08.11.2002 | 18:30 | Dionysos Strumbi   | 0:3   | Kométa Kaposvár SE | 10:25 | 9:25  | 17:25 |   |   | 100    | raport |
| 08.11.2002 | 20:30 | Volley 80 Pétange  | 0:3   | Calcit Kamnik      | 15:25 | 16:25 | 10:25 |   |   | 100    | raport |
| 09.11.2002 | 17:00 | Kométa Kaposvár SE | 0:3   | Calcit Kamnik      | 24:26 | 20:25 | 20:25 |   |   | 150    | raport |
| 09.11.2002 | 19:00 | Dionysos Strumbi   | 0:3   | Volley 80 Pétange  | 18:25 | 16:25 | 21:25 |   |   | 150    | raport |
| 10.11.2002 | 15:00 | Calcit Kamnik      | 3:0   | Dionysos Strumbi   | 25:11 | 25:17 | 25:14 |   |   | 100    | raport |
| 10.11.2002 | 17:00 | Volley 80 Pétange  | 0:3   | Kométa Kaposvár SE | 21:25 | 14:25 | 16:25 |   |   | 150    | raport |

#### Turniej 6
Miejsce:  Skopje
Tabela
| Lp. | Drużyna                    | Pkt | Mecze | Mecze | Mecze | Sety | Sety | Sety  | Małe punkty | Małe punkty | Małe punkty |
| Lp. | Drużyna                    | Pkt | M     | W     | P     | wyg. | prz. | ratio | zdob.       | str.        | ratio       |
| --- | -------------------------- | --- | ----- | ----- | ----- | ---- | ---- | ----- | ----------- | ----------- | ----------- |
| 1   | Rabotniczki Fersped Skopje | 6   | 3     | 3     | 0     | 9    | 1    | 9.000 | 238         | 187         | 1.273       |
| 2   | CSKA Royal Foods Sofia     | 5   | 3     | 2     | 1     | 7    | 3    | 2.333 | 222         | 182         | 1.220       |
| 3   | Poliurs Ozolnieki          | 4   | 3     | 1     | 2     | 3    | 6    | 0.500 | 187         | 196         | 0.954       |
| 4   | OK Napredak Odžak          | 3   | 3     | 0     | 3     | 0    | 9    | 0.000 | 143         | 225         | 0.636       |

Źródło: CEV (ang.)
Zasady ustalania kolejności: 1. liczba zdobytych punktów; 2. wyższy stosunek setów; 3. wyższy stosunek małych punktów.
Punktacja: zwycięstwo – 2 pkt; porażka – 1 pkt
Wyniki
| Data       | Godz. | Drużyna 1                  | Wynik | Drużyna 2                  | 1     | 2     | 3     | 4     | 5 | Widzów | *      |
| ---------- | ----- | -------------------------- | ----- | -------------------------- | ----- | ----- | ----- | ----- | - | ------ | ------ |
| 08.11.2002 | 17:00 | Rabotniczki Fersped Skopje | 3:0   | OK Napredak Odžak          | 25:17 | 25:21 | 25:20 |       |   | 1200   | raport |
| 08.11.2002 | 19:30 | Poliurs Ozolnieki          | 0:3   | CSKA Royal Foods Sofia     | 18:25 | 14:25 | 23:25 |       |   | 1000   | raport |
| 09.11.2002 | 17:00 | CSKA Royal Foods Sofia     | 3:0   | OK Napredak Odžak          | 25:7  | 25:15 | 25:17 |       |   | 800    | raport |
| 09.11.2002 | 19:30 | Poliurs Ozolnieki          | 0:3   | Rabotniczki Fersped Skopje | 16:25 | 22:25 | 19:25 |       |   | 1500   | raport |
| 10.11.2002 | 17:00 | OK Napredak Odžak          | 0:3   | Poliurs Ozolnieki          | 11:25 | 13:25 | 22:25 |       |   | 700    | raport |
| 10.11.2002 | 19:30 | Rabotniczki Fersped Skopje | 3:1   | CSKA Royal Foods Sofia     | 25:17 | 13:25 | 25:17 | 25:13 |   | 1800   | raport |

#### Turniej 7
Miejsce:  Tirana
Tabela
| Lp. | Drużyna                   | Pkt | Mecze | Mecze | Mecze | Sety | Sety | Sety  | Małe punkty | Małe punkty | Małe punkty |
| Lp. | Drużyna                   | Pkt | M     | W     | P     | wyg. | prz. | ratio | zdob.       | str.        | ratio       |
| --- | ------------------------- | --- | ----- | ----- | ----- | ---- | ---- | ----- | ----------- | ----------- | ----------- |
| 1   | Kamunalnik Grodno         | 6   | 3     | 3     | 0     | 9    | 2    | 4.500 | 251         | 199         | 1.261       |
| 2   | Chênois Genève Volleyball | 5   | 3     | 2     | 1     | 8    | 3    | 2.667 | 254         | 199         | 1.276       |
| 3   | Metro Baku                | 4   | 3     | 1     | 2     | 3    | 7    | 0.429 | 198         | 246         | 0.805       |
| 4   | Dinamo Tirana             | 3   | 3     | 0     | 3     | 1    | 9    | 0.111 | 194         | 253         | 0.767       |

Źródło: CEV (ang.)
Zasady ustalania kolejności: 1. liczba zdobytych punktów; 2. wyższy stosunek setów; 3. wyższy stosunek małych punktów.
Punktacja: zwycięstwo – 2 pkt; porażka – 1 pkt
Wyniki
| Data       | Godz. | Drużyna 1                 | Wynik | Drużyna 2                 | 1     | 2     | 3     | 4     | 5     | Widzów | *      |
| ---------- | ----- | ------------------------- | ----- | ------------------------- | ----- | ----- | ----- | ----- | ----- | ------ | ------ |
| 08.11.2002 | 16:00 | Chênois Genève Volleyball | 3:0   | Metro Baku                | 25:16 | 25:17 | 25:17 |       |       | 200    | raport |
| 08.11.2002 | 18:00 | Dinamo Tirana             | 0:3   | Kamunalnik Grodno         | 16:25 | 19:25 | 15:25 |       |       | 400    | raport |
| 09.11.2002 | 16:00 | Kamunalnik Grodno         | 3:0   | Metro Baku                | 25:18 | 25:15 | 25:12 |       |       | 200    | raport |
| 09.11.2002 | 18:00 | Dinamo Tirana             | 0:3   | Chênois Genève Volleyball | 15:25 | 12:25 | 21:25 |       |       | 300    | raport |
| 10.11.2002 | 15:00 | Chênois Genève Volleyball | 2:3   | Kamunalnik Grodno         | 25:17 | 23:25 | 25:19 | 18:25 | 13:15 | 200    | raport |
| 10.11.2002 | 17:00 | Metro Baku                | 3:1   | Dinamo Tirana             | 27:29 | 26:24 | 25:22 | 25:21 |       | 500    | raport |

#### Turniej 8
Miejsce:  Ploeszti
Tabela
| Lp. | Drużyna                     | Pkt | Mecze | Mecze | Mecze | Sety | Sety | Sety  | Małe punkty | Małe punkty | Małe punkty |
| Lp. | Drużyna                     | Pkt | M     | W     | P     | wyg. | prz. | ratio | zdob.       | str.        | ratio       |
| --- | --------------------------- | --- | ----- | ----- | ----- | ---- | ---- | ----- | ----------- | ----------- | ----------- |
| 1   | Petrom Ploeszti             | 6   | 3     | 3     | 0     | 9    | 1    | 9.000 | 244         | 184         | 1.326       |
| 2   | Zapadnyj Bug Brześć         | 5   | 3     | 2     | 1     | 7    | 3    | 2.333 | 229         | 177         | 1.294       |
| 3   | Speranța Kiszyniów          | 4   | 3     | 1     | 2     | 3    | 6    | 0.500 | 180         | 190         | 0.947       |
| 4   | Caucasus School of Business | 3   | 3     | 0     | 3     | 0    | 9    | 0.000 | 123         | 225         | 0.547       |

Wyniki
| Data       | Godz. | Drużyna 1                   | Wynik | Drużyna 2                   | 1     | 2     | 3     | 4     | 5 | Widzów | *      |
| ---------- | ----- | --------------------------- | ----- | --------------------------- | ----- | ----- | ----- | ----- | - | ------ | ------ |
| 08.11.2002 | 17:00 | Zapadnyj Bug Brześć         | 3:0   | Caucasus School of Business | 25:13 | 25:9  | 25:13 |       |   | 400    | raport |
| 08.11.2002 | 19:00 | Speranța Kiszyniów          | 0:3   | Petrom Ploeszti             | 14:25 | 20:25 | 23:25 |       |   | 800    | raport |
| 09.11.2002 | 17:00 | Speranța Kiszyniów          | 0:3   | Zapadnyj Bug Brześć         | 13:25 | 12:25 | 23:25 |       |   | 600    | raport |
| 09.11.2002 | 19:00 | Petrom Ploeszti             | 3:0   | Caucasus School of Business | 25:13 | 25:19 | 25:16 |       |   | 800    | raport |
| 10.11.2002 | 17:00 | Caucasus School of Business | 0:3   | Speranța Kiszyniów          | 14:25 | 17:25 | 9:25  |       |   | 700    | raport |
| 10.11.2002 | 19:00 | Petrom Ploeszti             | 3:1   | Zapadnyj Bug Brześć         | 19:25 | 25:16 | 25:19 | 25:19 |   | 1500   | raport |

### Faza grupowa

#### Grupa 1
Tabela
| Lp. | Drużyna           | Pkt | Mecze | Mecze | Mecze | Sety | Sety | Sety  | Małe punkty | Małe punkty | Małe punkty |
| Lp. | Drużyna           | Pkt | M     | W     | P     | wyg. | prz. | ratio | zdob.       | str.        | ratio       |
| --- | ----------------- | --- | ----- | ----- | ----- | ---- | ---- | ----- | ----------- | ----------- | ----------- |
| 1   | Łokomotyw Charków | 10  | 6     | 4     | 2     | 15   | 7    | 2.143 | 517         | 480         | 1.077       |
| 2   | VC Omniworld      | 10  | 6     | 4     | 2     | 13   | 11   | 1.182 | 540         | 525         | 1.029       |
| 3   | Calcit Kamnik     | 8   | 6     | 2     | 4     | 10   | 15   | 0.667 | 540         | 569         | 0.949       |
| 4   | Kamunalnik Grodno | 8   | 6     | 2     | 4     | 9    | 14   | 0.643 | 519         | 542         | 0.958       |

Źródło: CEV (ang.)
Zasady ustalania kolejności: 1. liczba zdobytych punktów; 2. wyższy stosunek setów; 3. wyższy stosunek małych punktów.
Punktacja: zwycięstwo – 2 pkt; porażka – 1 pkt
Wyniki
| Data       | Godz. | Drużyna 1         | Wynik | Drużyna 2         | 1     | 2     | 3     | 4     | 5     | Widzów | *      |
| ---------- | ----- | ----------------- | ----- | ----------------- | ----- | ----- | ----- | ----- | ----- | ------ | ------ |
| 04.12.2002 | 20:00 | VC Omniworld      | 3:1   | Calcit Kamnik     | 21:25 | 25:13 | 25:16 | 25:14 |       | 600    | raport |
| 05.12.2002 | 17:00 | Łokomotyw Charków | 3:1   | Kamunalnik Grodno | 25:19 | 22:25 | 25:17 | 25:23 |       | 3500   | raport |
| 11.12.2002 | 18:00 | Kamunalnik Grodno | 3:1   | VC Omniworld      | 25:21 | 23:25 | 25:15 | 25:22 |       | 900    | raport |
| 11.12.2002 | 19:00 | Calcit Kamnik     | 3:2   | Łokomotyw Charków | 25:18 | 25:16 | 20:25 | 27:29 | 15:13 | 600    | raport |
| 17.12.2002 | 17:00 | Łokomotyw Charków | 3:0   | VC Omniworld      | 25:22 | 25:14 | 25:18 |       |       | 3500   | raport |
| 19.12.2002 | 18:00 | Kamunalnik Grodno | 3:1   | Calcit Kamnik     | 25:27 | 25:23 | 25:18 | 26:24 |       | 900    | raport |
| 08.01.2003 | 20:00 | VC Omniworld      | 3:1   | Łokomotyw Charków | 23:25 | 25:20 | 28:26 | 25:17 |       | 600    | raport |
| 09.01.2003 | 20:00 | Calcit Kamnik     | 3:1   | Kamunalnik Grodno | 25:21 | 25:19 | 20:25 | 25:19 |       | 150    | raport |
| 14.01.2003 | 17:00 | Łokomotyw Charków | 3:0   | Calcit Kamnik     | 25:20 | 28:26 | 25:19 |       |       | 3000   | raport |
| 15.01.2003 | 20:00 | VC Omniworld      | 3:1   | Kamunalnik Grodno | 25:20 | 25:23 | 22:25 | 25:20 |       | 500    | raport |
| 22.01.2003 | 18:00 | Kamunalnik Grodno | 0:3   | Łokomotyw Charków | 19:25 | 19:25 | 26:28 |       |       | 800    | raport |
| 22.01.2003 | 18:30 | Calcit Kamnik     | 2:3   | VC Omniworld      | 25:27 | 25:22 | 25:20 | 21:25 | 12:15 | 350    | raport |

#### Grupa 2
Tabela
| Lp. | Drużyna                    | Pkt | Mecze | Mecze | Mecze | Sety | Sety | Sety  | Małe punkty | Małe punkty | Małe punkty |
| Lp. | Drużyna                    | Pkt | M     | W     | P     | wyg. | prz. | ratio | zdob.       | str.        | ratio       |
| --- | -------------------------- | --- | ----- | ----- | ----- | ---- | ---- | ----- | ----------- | ----------- | ----------- |
| 1   | Rabotniczki Fersped Skopje | 11  | 6     | 5     | 1     | 15   | 8    | 1.875 | 522         | 480         | 1.088       |
| 2   | Piet Zoomers/D Apeldoorn   | 10  | 6     | 4     | 2     | 16   | 7    | 2.286 | 520         | 470         | 1.106       |
| 3   | SCC Berlin                 | 9   | 6     | 3     | 3     | 12   | 11   | 1.091 | 513         | 492         | 1.043       |
| 4   | Dunaferr SE                | 6   | 6     | 0     | 6     | 1    | 18   | 0.056 | 367         | 480         | 0.765       |

Źródło: CEV (ang.)
Zasady ustalania kolejności: 1. liczba zdobytych punktów; 2. wyższy stosunek setów; 3. wyższy stosunek małych punktów.
Punktacja: zwycięstwo – 2 pkt; porażka – 1 pkt
Wyniki
| Data       | Godz. | Drużyna 1                  | Wynik | Drużyna 2                  | 1     | 2     | 3     | 4     | 5     | Widzów | *      |
| ---------- | ----- | -------------------------- | ----- | -------------------------- | ----- | ----- | ----- | ----- | ----- | ------ | ------ |
| 04.12.2002 | 17:00 | Dunaferr SE                | 0:3   | Piet Zoomers/D Apeldoorn   | 19:25 | 24:26 | 18:25 |       |       | 300    | raport |
| 04.12.2002 | 19:00 | Rabotniczki Fersped Skopje | 3:0   | SCC Berlin                 | 25:22 | 25:17 | 25:22 |       |       | 2000   | raport |
| 10.12.2002 | 19:00 | SCC Berlin                 | 3:0   | Dunaferr SE                | 25:17 | 25:17 | 25:17 |       |       | 1050   | raport |
| 11.12.2002 | 19:30 | Piet Zoomers/D Apeldoorn   | 3:0   | Rabotniczki Fersped Skopje | 25:17 | 25:15 | 25:23 |       |       | 600    | raport |
| 18.12.2002 | 17:00 | Dunaferr SE                | 1:3   | Rabotniczki Fersped Skopje | 26:24 | 15:25 | 18:25 | 21:25 |       | 200    | raport |
| 18.12.2002 | 19:30 | Piet Zoomers/D Apeldoorn   | 3:1   | SCC Berlin                 | 21:25 | 25:20 | 25:16 | 25:19 |       | 650    | raport |
| 08.01.2003 | 19:00 | SCC Berlin                 | 3:2   | Piet Zoomers/D Apeldoorn   | 25:20 | 22:25 | 25:14 | 23:25 | 15:12 | 1000   | raport |
| 08.01.2003 | 19:00 | Rabotniczki Fersped Skopje | 3:0   | Dunaferr SE                | 25:16 | 25:19 | 25:20 |       |       | 2000   | raport |
| 15.01.2003 | 17:00 | Dunaferr SE                | 0:3   | SCC Berlin                 | 28:30 | 16:25 | 22:25 |       |       | 50     | raport |
| 15.01.2003 | 19:00 | Rabotniczki Fersped Skopje | 3:2   | Piet Zoomers/D Apeldoorn   | 25:18 | 23:25 | 21:25 | 26:24 | 15:10 | 2000   | raport |
| 22.01.03   | 19:00 | SCC Berlin                 | 2:3   | Rabotniczki Fersped Skopje | 25:20 | 23:25 | 21:25 | 25:23 | 13:15 | 1900   | raport |
| 22.01.03   | 19:30 | Piet Zoomers/D Apeldoorn   | 3:0   | Dunaferr SE                | 25:23 | 25:15 | 25:16 |       |       | 600    | raport |

#### Grupa 3
Tabela
| Lp. | Drużyna             | Pkt | Mecze | Mecze | Mecze | Sety | Sety | Sety  | Małe punkty | Małe punkty | Małe punkty |
| Lp. | Drużyna             | Pkt | M     | W     | P     | wyg. | prz. | ratio | zdob.       | str.        | ratio       |
| --- | ------------------- | --- | ----- | ----- | ----- | ---- | ---- | ----- | ----------- | ----------- | ----------- |
| 1   | Petrom Ploeszti     | 10  | 6     | 4     | 2     | 13   | 9    | 1.444 | 506         | 481         | 1.052       |
| 2   | Matador Púchov      | 9   | 6     | 3     | 3     | 11   | 12   | 0.917 | 485         | 504         | 0.962       |
| 3   | Esmoriz GC          | 9   | 6     | 3     | 3     | 12   | 14   | 0.857 | 570         | 583         | 0.978       |
| 4   | Chance Odolena Voda | 8   | 6     | 2     | 4     | 11   | 12   | 0.917 | 507         | 500         | 1.014       |

Źródło: CEV (ang.)
Zasady ustalania kolejności: 1. liczba zdobytych punktów; 2. wyższy stosunek setów; 3. wyższy stosunek małych punktów.
Punktacja: zwycięstwo – 2 pkt; porażka – 1 pkt
Wyniki
| Data       | Godz. | Drużyna 1           | Wynik | Drużyna 2           | 1     | 2     | 3     | 4     | 5     | Widzów | *      |
| ---------- | ----- | ------------------- | ----- | ------------------- | ----- | ----- | ----- | ----- | ----- | ------ | ------ |
| 04.12.2002 | 17:00 | Matador Púchov      | 3:2   | Chance Odolena Voda | 13:25 | 17:25 | 25:14 | 25:23 | 17:15 | 500    | raport |
| 04.12.2002 | 19:00 | Petrom Ploeszti     | 3:2   | Esmoriz GC          | 25:22 | 25:27 | 21:25 | 25:15 | 15:10 |        | raport |
| 11.12.2002 | 20:00 | Esmoriz GC          | 3:2   | Matador Púchov      | 25:16 | 17:25 | 23:25 | 25:23 | 15:10 | 250    | raport |
| 11.12.2002 | 18:00 | Chance Odolena Voda | 3:0   | Petrom Ploeszti     | 28:26 | 25:17 | 25:14 |       |       | 350    | raport |
| 18.12.2002 | 17:00 | Matador Púchov      | 3:1   | Petrom Ploeszti     | 21:25 | 25:23 | 27:25 | 25:15 |       | 400    | raport |
| 19.12.2002 | 18:00 | Chance Odolena Voda | 2:3   | Esmoriz GC          | 25:23 | 20:25 | 25:23 | 26:28 | 13:15 | 650    | raport |
| 08.01.2003 | 20:00 | Esmoriz GC          | 3:1   | Chance Odolena Voda | 25:23 | 22:25 | 25:16 | 27:25 |       | 450    | raport |
| 09.01.2003 | 17:00 | Petrom Ploeszti     | 3:0   | Matador Púchov      | 25:17 | 25:21 | 25:20 |       |       |        | raport |
| 15.01.2003 | 17:00 | Petrom Ploeszti     | 3:0   | Chance Odolena Voda | 25:19 | 25:23 | 25:12 |       |       | 1500   | raport |
| 15.01.2003 | 17:00 | Matador Púchov      | 3:0   | Esmoriz GC          | 25:20 | 25:16 | 25:23 |       |       | 560    | raport |
| 22.01.2003 | 20:00 | Esmoriz GC          | 1:3   | Petrom Ploeszti     | 27:29 | 19:25 | 25:21 | 23:25 |       | 450    | raport |
| 22.01.2003 | 18:00 | Chance Odolena Voda | 3:0   | Matador Púchov      | 25:21 | 25:21 | 25:16 |       |       | 250    | raport |

#### Grupa 4
Tabela
| Lp. | Drużyna                | Pkt | Mecze | Mecze | Mecze | Sety | Sety | Sety  | Małe punkty | Małe punkty | Małe punkty |
| Lp. | Drużyna                | Pkt | M     | W     | P     | wyg. | prz. | ratio | zdob.       | str.        | ratio       |
| --- | ---------------------- | --- | ----- | ----- | ----- | ---- | ---- | ----- | ----------- | ----------- | ----------- |
| 1   | ESS Falck Pärnu        | 10  | 6     | 4     | 2     | 17   | 7    | 2.429 | 555         | 478         | 1.161       |
| 2   | Azot Czerkasy          | 10  | 6     | 4     | 2     | 15   | 12   | 1.250 | 608         | 584         | 1.041       |
| 3   | VT Tiroler Wasserkraft | 8   | 6     | 2     | 4     | 8    | 14   | 0.571 | 485         | 525         | 0.924       |
| 4   | Castêlo da Maia GC     | 7   | 6     | 1     | 5     | 8    | 15   | 0.533 | 492         | 553         | 0.890       |

Źródło: CEV (ang.)
Zasady ustalania kolejności: 1. liczba zdobytych punktów; 2. wyższy stosunek setów; 3. wyższy stosunek małych punktów.
Punktacja: zwycięstwo – 2 pkt; porażka – 1 pkt
Wyniki
| Data       | Godz. | Drużyna 1              | Wynik | Drużyna 2              | 1     | 2     | 3     | 4     | 5     | Widzów | *      |
| ---------- | ----- | ---------------------- | ----- | ---------------------- | ----- | ----- | ----- | ----- | ----- | ------ | ------ |
| 04.12.2002 | 20:00 | Castêlo da Maia GC     | 3:0   | VT Tiroler Wasserkraft | 25:21 | 25:18 | 25:22 |       |       | 250    | raport |
| 05.12.2002 | 17:30 | ESS Falck Pärnu        | 3:2   | Azot Czerkasy          | 25:19 | 19:25 | 26:28 | 25:18 | 15:12 | 520    | raport |
| 11.12.2002 | 17:00 | Azot Czerkasy          | 3:1   | Castêlo da Maia GC     | 28:26 | 23:25 | 25:18 | 25:23 |       | 2000   | raport |
| 11.12.2002 | 19:00 | VT Tiroler Wasserkraft | 0:3   | ESS Falck Pärnu        | 18:25 | 19:25 | 17:25 |       |       | 500    | raport |
| 19.12.2002 | 20:00 | Castêlo da Maia GC     | 1:3   | ESS Falck Pärnu        | 19:25 | 23:25 | 27:25 | 21:25 |       | 300    | raport |
| 18.12.2002 | 19:00 | VT Tiroler Wasserkraft | 1:3   | Azot Czerkasy          | 22:25 | 25:23 | 21:25 | 22:25 |       | 900    | raport |
| 08.01.2003 | 17:00 | Azot Czerkasy          | 1:3   | VT Tiroler Wasserkraft | 22:25 | 29:27 | 21:25 | 21:25 |       | 2000   | raport |
| 09.01.2003 | 17:30 | ESS Falck Pärnu        | 3:0   | Castêlo da Maia GC     | 25:19 | 25:22 | 25:15 |       |       | 1000   | raport |
| 15.01.2003 | 20:00 | Castêlo da Maia GC     | 2:3   | Azot Czerkasy          | 27:25 | 19:25 | 25:18 | 7:25  | 10:15 | 200    | raport |
| 16.01.2003 | 17:30 | ESS Falck Pärnu        | 3:1   | VT Tiroler Wasserkraft | 25:11 | 18:25 | 25:14 | 25:20 |       | 1000   | raport |
| 22.01.03   | 17:00 | Azot Czerkasy          | 3:2   | ESS Falck Pärnu        | 18:25 | 25:20 | 23:25 | 25:20 | 15:12 | 2000   | raport |
| 22.01.03   | 19:00 | VT Tiroler Wasserkraft | 3:1   | Castêlo da Maia GC     | 26:24 | 32:34 | 25:14 | 25:19 |       | 650    | raport |

### Ćwierćfinały
| Data                                 | Godz. | Drużyna 1                  | Wynik | Drużyna 2                | 1     | 2     | 3     | 4     | 5     | Małe punkty | Widzów | *      |
| ------------------------------------ | ----- | -------------------------- | ----- | ------------------------ | ----- | ----- | ----- | ----- | ----- | ----------- | ------ | ------ |
| 12.02.2003                           | 17:00 | Łokomotyw Charków          | 3:0   | Matador Púchov           | 25:11 | 25:15 | 25:19 |       |       |             | 3600   | raport |
| 19.02.2003                           | 17:00 | Łokomotyw Charków          | 3:0   | Matador Púchov           | 25:22 | 25:16 | 25:17 |       |       | 300         | raport |        |
| 12.02.2003                           | 19:00 | Rabotniczki Fersped Skopje | 3:1   | VC Omniworld             | 25:20 | 23:25 | 25:22 | 25:19 |       | 178:182     | 2000   | raport |
| 19.02.2003                           | 20:00 | Rabotniczki Fersped Skopje | 1:3   | VC Omniworld             | 16:25 | 22:25 | 25:21 | 17:25 |       | 178:182     | 1500   | raport |
| 12.02.2003                           | 17:00 | Petrom Ploeszti            | 2:3   | Azot Czerkasy            | 25:23 | 23:25 | 25:23 | 18:25 | 10:15 |             | 2150   | raport |
| 18.02.2003                           | 17:00 | Petrom Ploeszti            | 1:3   | Azot Czerkasy            | 25:27 | 19:25 | 25:23 | 20:25 |       | 2000        | raport |        |
| 13.02.2003                           | 17:30 | ESS Falck Pärnu            | 3:2   | Piet Zoomers/D Apeldoorn | 25:23 | 25:17 | 25:27 | 28:30 | 15:13 |             | 1000   | raport |
| 19.02.2003                           | 19:30 | ESS Falck Pärnu            | 1:3   | Piet Zoomers/D Apeldoorn | 23:25 | 34:32 | 16:25 | 21:25 |       | 850         | raport |        |
| Po lewej gospodarz pierwszego meczu. |       |                            |       |                          |       |       |       |       |       |             |        |        |

### Turniej finałowy
Miejsce: Mheenhal,  Apeldoorn

#### Półfinały
| Data       | Godz. | Drużyna 1         | Wynik | Drużyna 2                | 1     | 2     | 3     | 4     | 5 | Widzów | *      |
| ---------- | ----- | ----------------- | ----- | ------------------------ | ----- | ----- | ----- | ----- | - | ------ | ------ |
| 15.03.2003 | 17:00 | Łokomotyw Charków | 3:1   | VC Omniworld             | 25:23 | 25:20 | 15:25 | 25:23 |   | 1200   | raport |
| 15.03.2003 | 19:30 | Azot Czerkasy     | 0:3   | Piet Zoomers/D Apeldoorn | 22:25 | 22:25 | 22:25 |       |   | 1300   | raport |

#### Mecz o 3. miejsce
| Data       | Godz. | Drużyna 1    | Wynik | Drużyna 2     | 1     | 2     | 3     | 4     | 5 | Widzów | *      |
| ---------- | ----- | ------------ | ----- | ------------- | ----- | ----- | ----- | ----- | - | ------ | ------ |
| 16.03.2003 | 12:30 | VC Omniworld | 3:1   | Azot Czerkasy | 25:23 | 25:20 | 23:25 | 25:22 |   | 1000   | raport |

#### Finał
| Data       | Godz. | Drużyna 1         | Wynik | Drużyna 2                | 1     | 2     | 3     | 4     | 5 | Widzów | *      |
| ---------- | ----- | ----------------- | ----- | ------------------------ | ----- | ----- | ----- | ----- | - | ------ | ------ |
| 16.03.2003 | 15:00 | Łokomotyw Charków | 1:3   | Piet Zoomers/D Apeldoorn | 25:22 | 20:25 | 18:25 | 19:25 |   | 1500   | raport |

## Klasyfikacja końcowa
| Miejsce | Drużyna                  |
| ------- | ------------------------ |
| 1.      | Piet Zoomers/D Apeldoorn |
| 2.      | Łokomotyw Charków        |
| 3.      | VC Omniworld             |
| 4.      | Azot Czerkasy            |